# 大湖盆地

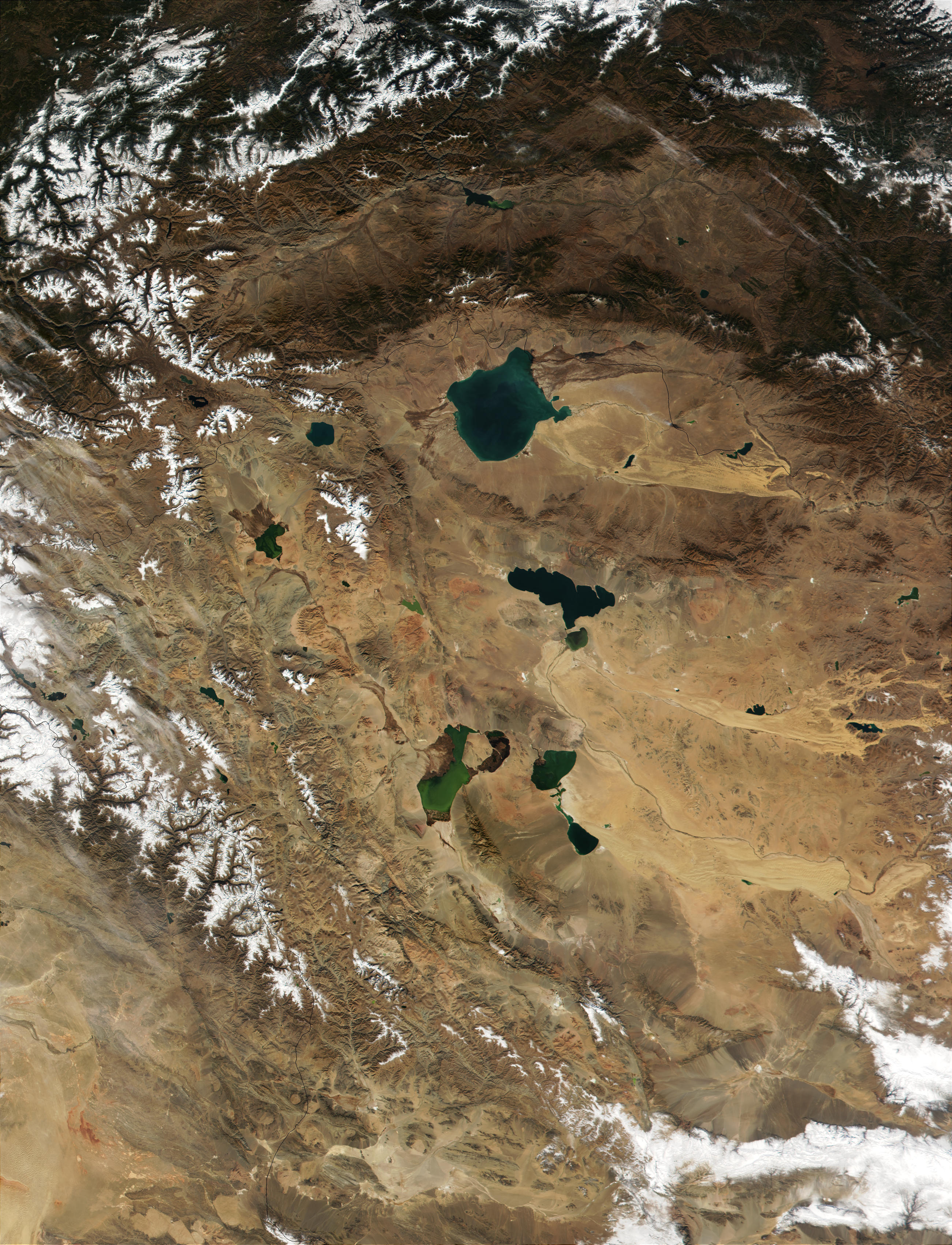
大湖盆地的衛星照片

大湖盆地是位處蒙古國西部的一個盆地，小部份屬俄羅斯联邦圖瓦共和國。面積100,000平方公尺，海拔750-2,000公尺。三面分別被唐努烏拉山脈（北）、杭愛山脈（東）、阿爾泰山脈（西）圍繞。
大湖是古代湖泊的遺跡，目前仍然存在的湖泊包括烏布蘇湖、德勒湖、吉爾吉斯湖、哈爾湖、哈爾烏蘇湖和艾拉格湖（前三者為鹹水湖，後三者為淡水湖）。流經當地的主要河流有扎布汗河、科布多河、特斯河等。另有14,000平方公里的鹽沼地。北方是草原，南方是半沙漠。這裡是蒙古重要的淡水資源，也是中亞重要的濕地之一。